# Pterygiella duclouxii
Pterygiella duclouxii är en snyltrotsväxtart som beskrevs av Adrien René Franchet. Pterygiella duclouxii ingår i släktet Pterygiella och familjen snyltrotsväxter. Inga underarter finns listade i Catalogue of Life.